# 李察·葛腓烈
李察·「迪克」·N·葛腓烈（英語：Richard 'Dick' N. Gottfried，1947年5月16日—）是一名來自曼哈頓的美國民主黨政治人物，紐約州眾議院議員，美國公民自由聯盟成員。

## 外部連結
- 李察·葛腓烈的Facebook專頁
- 李察·葛腓烈的X（前Twitter）
- 智慧投票计划中的傳記、投票紀錄及利益集團評級

| 纽约州众议院               | 纽约州众议院                         | 纽约州众议院       |
| -------------------------- | ------------------------------------ | ------------------ |
| 前任： 傑羅姆·克萊邁       | 紐約州眾議院 第65選區 1971年－1972年 | 繼任： 安德魯·斯坦 |
| 前任： 阿爾伯特·布魯門薩爾 | 紐約州眾議院 第67選區 1973年－1982年 | 繼任： 傑里·內德勒 |
| 前任： 威廉·F·帕薩南特     | 紐約州眾議院 第64選區 1983年－2002年 | 繼任： 謝爾頓·蕭華 |
| 前任者： 小魯本·迪亞斯     | 紐約州眾議院 第75選區 2003年至今     | 現任               |